# Kolsyrejäsning
Kolsyrejäsning (franska: Macération carbonique), är inom vinframställning en jäsningsmetod för lätta rödviner, framförallt så kallad Beaujolais. Metoden ger vinet en lätt, fruktig och frisk karaktär med lite tanniner.
Öppna jäskärl fylls med oskadade druvklasar. Klasarna i botten krossas av de andra druvornas tyngd. Jästceller som finns på druvornas skal når nu musten, och jäsningen sätter i gång. Koldioxiden som bildas vid denna jäsning börjar tränga ur luften ur jäskärlet och bäddar in de oskadade druvorna högst upp. I denna miljö jäser de oskadade druvorna inifrån och spricker slutligen.
Processen drar färg snabbt från skalen tillsammans med de fruktiga doft- och smakämnena utan nödvändigtvis mycket tanniner.